# Montes Spitzbergen

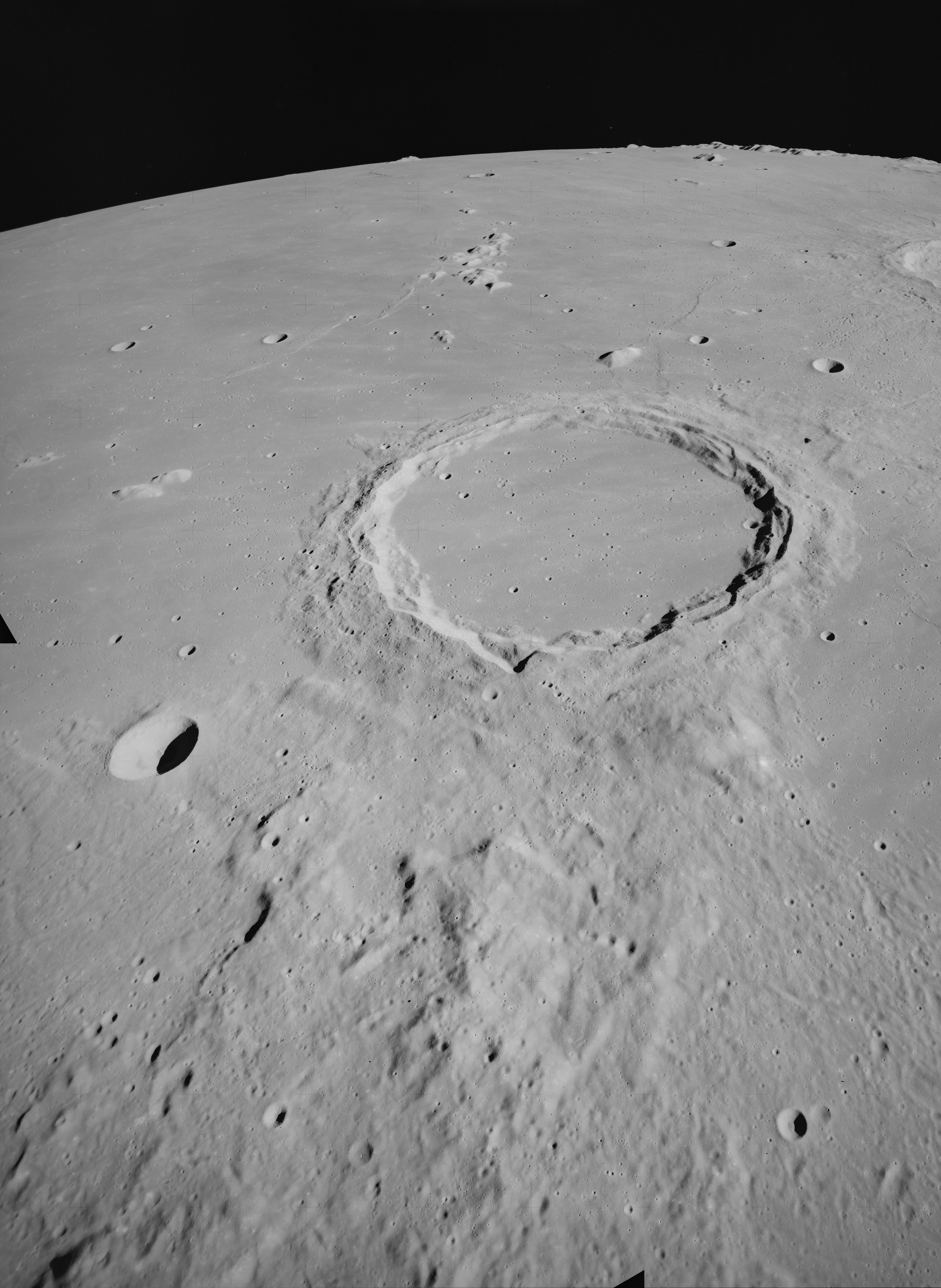
Montes Spitzbergen to niewielki łańcuch górski na środku górnej części zdjęcia, powyżej dużego krateru Archimedes

Montes Spitsbergen – samotny łańcuch górski we wschodniej części Mare Imbrium na Księżycu. Leżą na północ od dużego krateru Archimedes, w odległości jednej jego średnicy.
Współrzędne selenograficzne tego pasma wynoszą ☾ 35,0°N 5,0°W/35,000000 -5,000000; mieści się ono w okręgu o średnicy 60 km i ma w najszerszym miejscu 25 km. Ciągnie się z południa na północ i składa ze szczytów rozdzielonych dolinami zalanymi lawą. Montes Spitzbergen to najprawdopodobniej pozostałości wewnętrznego pierścienia krateru uderzeniowego, który został przykryty magmą.
Angielska astronom Mary Adela Blagg (1858-1944) nadała im tę nazwę z powodu ich podobieństwa do poszarpanych gór na ziemskiej wyspie Spitsbergen.

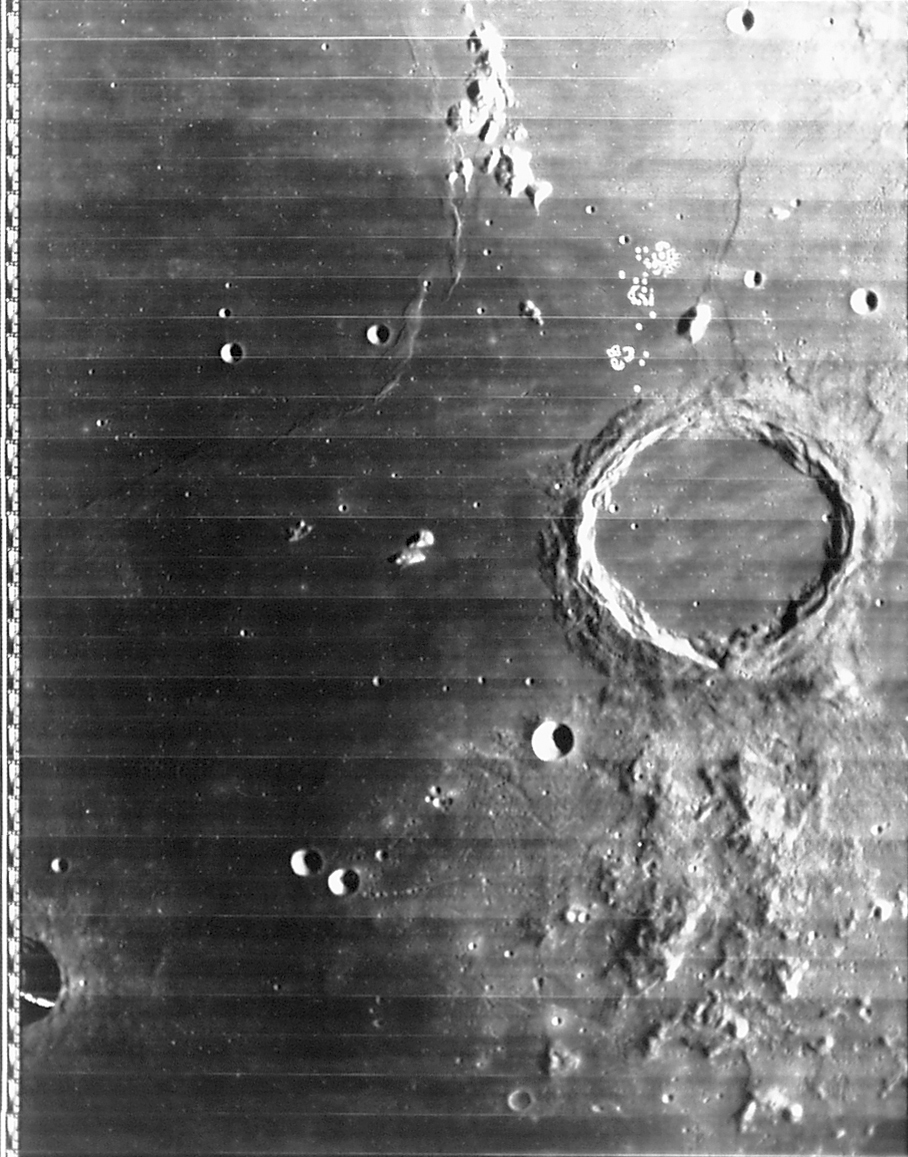
Montes Spitzbergen znajdują się w górnej części zdjęcia. Po prawej stronie widoczny jest krater Archimedes, a pod nim Montes Archimedes.